# Dealu Frumos (Gârda de Sus), Alba
Dealu Frumos (în trecut Iapa ) este un sat în comuna Gârda de Sus din județul Alba, Transilvania, România.